# Dagmar Tomcová
Dagmar Tomcová, rozená Doležalová (17. května 1933 Praha – 3. března 1964 státní hranice u Pomezí nad Ohří), byla česká dělnice, která v roce 1964 zemřela, když byla po autonehodě zastřelena během pokusu překročit státní hranici do Západního Německa při útěku z Československa.

## Život
Narodila se v roce 1933 v Praze. Již v mládí opakovaně porušila zákon, za což byla opakovaně trestána tresty odnětí svobody, když páchala různé drobné trestné činy. V roce 1954 byla odsouzena k šestiměsíčnímu trest odnětí svobody za trestný čin krádeže, v roce 1956 poté dohromady ke pěti letům a čtyřem měsícům odnětí svobody za podávání alkoholu mladistvým, podvod a trestný čin zbavení osobní svobody. Poté, co byla z výkonu trestu propuštěna, byla zaměstnána u pražského národního podniku Průmysl prádla.
Později byla charakterizována jako extrovertní žena, která ráda chodila na různé večírky. Ve vyšetřovacím spisu je označena rovněž jako prostitutka. Byla vdaná, narodily se jí dvě děti (jedno z nich zemřelo ještě v dětství, druhé vychovávala její matka). Během manželství si však v době, kdy byl její manžel držen ve vězení, našla milence, který byl v minulosti čtyřikrát soudně trestán. Měla být přezdívána jako Kobra.

## Pokus o útěk ze země
V únoru 1964 jí její milenec informoval o svém plánu na útěk z Československa přes státní hranici na Železné oponě. Tomcové strýc přitom již žil ve Spojených státech amerických. Tomcová se tak přidala ke svému milenci Vejvodovi a jeho známým Jiřímu Jirouchovi a Vratislavem Svobodou (všichni tři byli vojáci) při snaze o překročení hranic v obrněném voze Praga PLDvK vz. 53/59, přezdívaném Ještěrka. Ve večerních hodinách 2. března 1964 ji muži vyzvedli z jejího pražského bytu. Poté přes Cheb mířili ke státní hranici, přičemž se opakovaně po cestě ztratili. V brzkých ranních hodinách 3. března 1964 se skupina přiblížila ke státní hranici u Pomezí nad Ohří. S obrněným vozem nejprve skupina při svém průjezdu zničila první dvě hraniční závory, největší třetí, zasazenou v přelivu z betonu, se už vozu prorazit nepodařilo, načež došlo k nehodě, když vůz ve vysoké rychlosti do závory narazil. Stejně jako ostatní vyběhla v ten moment Tomcová z vozidla s cílem ke státní hranici doběhnout. Příslušník Pohraniční stráže ji ale třikrát zasáhl ze samopalu a Tomcovou velmi těžce zranil. Nedlouho Tomcová zraněním podlehla v důsledku vnitřního krvácení. Tři muži, Vejvoda, Jirouch a Svoboda, byli posléze zatčeni.
Příslušníci Pohraniční stráže, kteří uprchlíky dopadli, byli posléze odměněni. Dopadení muži byli poté odsouzeni k trestům odnětí svobody ve výši od šesti do devíti let. Při pokusu o útěk z vězení byl poté Vejvoda v září 1964 zastřelen. Po sametové revoluci byl případ Dagmar Tomcové opět vyšetřován, ale v červnu 2000 byl odložen. Není známé, zda, či kdy nebo kde bylo pochování tělo Tomcové.